# Buguias
Buguias ist eine philippinische Stadtgemeinde in der Provinz Benguet. Sie hat 43.627 Einwohner (Zensus 1. August 2015).

## Baranggays
Buguias ist politisch unterteilt in 14 Baranggays.
- Abatan
- Amgaleyguey
- Amlimay
- Baculongan Norte
- Bangao
- Buyacaoan
- Calamagan
- Catlubong
- Loo
- Natubleng
- Poblacion (Central)
- Baculongan Sur
- Lengaoan
- Sebang